# Козарац (Чеминац)
Козарац (мађ. Keskend, нем. Geisdorf) је насељено место у Барањи, општина Чеминац, Република Хрватска.

## Становништво
На попису становништва 2011. године, Козарац је имао 730 становника.
До краја Другог светског рата у селу су већином живели Немци, а у колонизацији после рата досељени су Хрвати из Међимурја.

## Попис1991.
На попису становништва 1991. године, насељено место Козарац је имало 933 становника, следећег националног састава:
| Попис 1991.‍  | Попис 1991.‍  | Попис 1991.‍ | Попис 1991.‍ | Попис 1991.‍ |
| ------------ | ------------ | ----------- | ----------- | ----------- |
|              |              |             |             |             |
| Хрвати       | Хрвати       |             | 815         | 87,35%      |
| Срби         | Срби         |             | 67          | 7,18%       |
| Мађари       | Мађари       |             | 25          | 2,67%       |
| Југословени  | Југословени  |             | 16          | 1,71%       |
| Словенци     | Словенци     |             | 3           | 0,32%       |
| Муслимани    | Муслимани    |             | 1           | 0,10%       |
| Немци        | Немци        |             | 1           | 0,10%       |
| неопредељени | неопредељени |             | 3           | 0,32%       |
| непознато    | непознато    |             | 2           | 0,21%       |
| укупно: 933  |              |             |             |             |